# Vaszilij Szergejevics Kulkov
Vaszilij Szergejevics Kulkov (Moszkva, 1966. június 11. – 2020. október 10.) válogatott orosz labdarúgó, hátvéd, edző.

## Pályafutása

### Klubcsapatban
A Gyinamo Moszkva korosztályos csapatában kezdte a labdarúgást. 1984–85-ben a Gyinamo Kasira, 1986-ban a Szpartak Moszkva tartalékcsapatának, 1986–87-ben a Presznya Moszkva, 1988-ban a Szpartak Ordzsonikidze, 1989–90-ben a Szpartak Moszkva labdarúgója volt. 1991 és 1995 között Portugáliában játszott. 1991 és 1994 között a Benfica, 1994–95-ben a Porto játékosa volt. A Benficával egy-egy bajnoki címet és kupagyőzelmet, a Portóval egy bajnoki címet szerzett. 1995 és 1997 között ismét a Szpartak Moszkva csapatában szerepelt. 1996-ban kölcsönben az angol Millwall együttesében játszott. A Szpartakkal egy-egy szovjet és orosz bajnoki címet nyert. 1997–98-ban a Zenyit, 1999-ben a Krilja Szovetov labdarúgója volt. 1999–00-ben a portugál Alverca csapatában szerepelt. 2001-ben a Satura játékosaként vonult vissza az aktív labdarúgástól.

### A válogatottban
1989 és 1991 között 20 alkalommal szerepelt a szovjet válogatottban, majd 1992-ben egyszer játszott a FÁK-válogatottjában. 1992 és 1995 között 21 alkalommal lépett pályára az orosz válogatott színeiben és öt gólt szerzett.

### Edzőként
2003-ban a portugál Marítimo segédedző volt. 2003-ban a Himki, 2005-ben a Tom Tomszk, 2007-ben a Lokomotyiv Moszkva, 2009 és 2013 között a Szpartak Moszkva szakmai munkáját segítette segédedzőként.

## Sikerei, díjai
Szpartak Moszkva
- Szovjet bajnokság
  - bajnok: 1989
- Orosz bajnokság
  - bajnok: 1997

 Benfica
- Portugál bajnokság (Primeira Liga)
  - bajnok: 1993–94
- Portugál kupa (Taça de Portugal)
  - győztes: 1993

 Porto
- Portugál bajnokság (Primeira Liga)
  - bajnok: 1994–95